# Spilogona brunneivittata
Spilogona brunneivittata är en tvåvingeart som först beskrevs av Harrison 1955.  Spilogona brunneivittata ingår i släktet Spilogona och familjen husflugor. Inga underarter finns listade i Catalogue of Life.